# Saguinus tripartitus
Saguinus tripartitus là một loài động vật có vú trong họ Cebidae, bộ Linh trưởng. Loài này được Milne-Edwards mô tả năm 1878.

## Hình ảnh

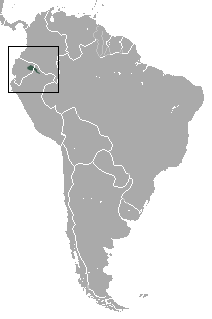